# Alexander Kirkland
Pour les articles homonymes, voir Kirkland.
William Alexander Kirkland, né le 15 septembre 1901 à Mexico (Mexique) et mort vers 1985 à Cuernavaca (Mexique), est un acteur et metteur en scène américain.

## Biographie
Né de parents américains à Mexico, Alexander Kirkland entame sa carrière d'acteur au théâtre et joue notamment à Broadway (New York), pour la première fois en 1925 dans Eva Bonheur d'Herman Heijermans (avec Margaret Wycherly dans le rôle-titre). Il se produit dans quinze autres pièces jusqu'en 1945, dont Un mois à la campagne d'Ivan Tourgueniev (1930, avec Alla Nazimova et Henry Travers) et Au grand large (en) de Sutton Vane (1938-1939, avec Florence Reed et Vincent Price).
Toujours à Broadway, il est également metteur en scène (et plus occasionnellement auteur ou producteur) de cinq pièces entre 1941 et 1946 (A Family Affair d'Henry R. Misrock, avec John Williams).
Au cinéma, après une première expérience dans un court métrage de 1929, il apparaît dans deux premiers longs métrages américains sortis en 1931, dont Tarnished Lady de George Cukor (avec Tallulah Bankhead et Clive Brook). Il contribue à neuf autres films jusqu'en 1934, dont cinq sortis en 1932 (comme Strange Interlude de Robert Z. Leonard, avec Norma Shearer et Clark Gable). Suivent seulement un deuxième court métrage en 1936, puis 13, rue Madeleine d'Henry Hathaway (1947, avec James Cagney et Annabella), et enfin Un homme dans la foule d'Elia Kazan (1957, avec Andy Griffith et Patricia Neal).
S'ajoute dans l'intervalle de ces deux derniers films une prestation d'origine théâtrale à la télévision américaine en 1949, suivie d'une collaboration comme adaptateur ou scénariste sur trois épisodes (1950-1951) de la série télévisée The Philco Television Playhouse.
Après Un homme dans la foule, retiré en dernier lieu au Mexique avec sa seconde épouse (qui meurt à Mexico en 1972), Alexander Kirkland  meurt à Cuernavaca aux alentours de 1985 (vers 84 ans).

## Théâtre à Broadway (intégrale)

### Acteur

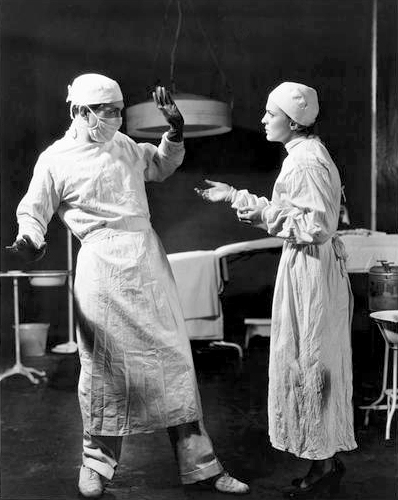
Avec Margaret Barker, dans Men in White (1933)

- 1925 : Eva Bonheur (The Devil to Pay) d'Herman Heijermans, adaptation de Caroline Heijermans-Houwink et Lillian Saunders : Nanning Storm
- 1926 : The Right Age to Marry de H. F. Maltby, mise en scène de Charles Coburn : Stepphen Bartan
- 1928 : Wings Over Europe de Robert Nichols et Maurice Brown, mise en scène de Rouben Mamoulian : Lightfoot
- 1928-1929 : The Yellow Jacket de J.Harry Benrimo et George C. Hazelton, production de Charles Coburn : le jeune héros de la famille Wu
- 1930 : Un mois à la campagne (A Month in the Country) d'Ivan Tourgueniev, mise en scène de Rouben Mamoulian : Beliaev
- 1930 : Marseilles de Sidney Howard, d'après la trilogie marseillaise de Marcel Pagnol : Marius
- 1933-1934 : Men in White (en) de Sidney Kingsley (en), mise en scène de Lee Strasberg : Dr Ferguson
- 1934-1935 : Gold Eagle Guy de Melvyn Levy, mise en scène de Lee Strasberg, chorégraphie d'Helen Tamiris : Lon Firth
- 1935 : Till the Day I Die de Clifford Odets, mise en scène de Cheryl Crawford : Ernst Taussig
- 1935 : Weep for the Virgins de Nellise Child, mise en scène de Cheryl Crawford, décors de Boris Aronson : Danny Stowe
- 1936 : Case of Clyde Griffiths d'Erwin Piscator et Lena Goldschmidt, d'après le roman Une tragédie américaine (An American Tragedy) de Theodore Dreiser, mise en scène de Lee Strasberg : Clyde Griffiths
- 1936 : The County Chairman (en) de George Ade : Tilford Wheeler
- 1936-1937 : Black Limelight de Gordon Sherry, mise en scène de Robert Milton : Peter Charrington
- 1937-1938 : Many Mansions de Jules Eckert Goodman, mise en scène de Lee Strasberg : Peter Brent
- 1938-1939 : Au grand large (en) (Outward Bound) de Sutton Vane, mise en scène d'Otto Preminger : Henry
- 1941-1943 : Junior Miss (en) de Jerome Chodorov et Joseph Fields, d'après le roman éponyme de Sally Benson, mise en scène de Moss Hart : Willis Reynolds[2]
- 1945 : Lady in Danger : Dr Francis Gresham (+ coauteur avec Max Alford)

### Autres fonctions
- 1941 : Out of the Frying Pan de Francis Swann (metteur en scène et producteur)
- 1942 : The Strings, My Lord, Are False de Paul Vincent Carroll, mise en scène d'Elia Kazan (producteur)
- 1943 : The Snark Was a Boojum d'Owen Davis (metteur en scène)
- 1946 : A Family Affair d'Henry R. Misrock (metteur en scène)

## Filmographie partielle
- 1931 : Tarnished Lady de George Cukor : DeWitt Taylor
- 1931 : Surrender de William K. Howard : Major Dietrich Reichendorf
- 1932 : Charlie Chan's Chance de John G. Blystone : John R. Douglas
- 1932 : Strange Interlude de Robert Z. Leonard : Sam Evans
- 1932 : A Passport to Hell de Frank Lloyd : Lieutenant Erich von Sydow
- 1947 : 13, rue Madeleine (13 Rue Madeleine) d'Henry Hathaway : un officier instructeur
- 1957 : Un homme dans la foule (A Face in the Crowd) d'Elia Kazan : Jim Collier